# Czarne kapelusze
Czarne kapelusze (ang. The Hat Squad, 1992–1993) – amerykański serial kryminalny wyprodukowany przez Stephen J. Cannell Productions.
Premiera serialu miała miejsce w Stanach Zjednoczonych 16 września 1992 roku na kanale CBS. Na antenie miało zostać wyemitowane 13 odcinków, z czego dwa ostatnie odcinki nie zostały pokazane. Emisja serialu zakończyła się 23 stycznia 1993 roku po 11 odcinkach. W Polsce serial nadawany był na kanale Polsat.

## Opis fabuły
Policjant Mike Ragland (James Tolkan) i jego żona Kitty adoptują trzech chłopców: Matta Mathesona, Buddy'ego Capatosa oraz Rafaela Martineza, których rodzice byli policjantami i zginęli na służbie. Kiedy bracia dorastają, razem wstępują do służby i zakładają specjalny oddział do walki z przestępczością "Czarne kapelusze" (ang. Hat Squad), chcąc jednocześnie pomścić śmierć rodziców.

## Obsada
- Don Michael Paul jako Buddy Capatosa
- Nestor Serrano jako Rafael Martinez
- Billy Warlock jako Matty Matheson
- James Tolkan jako Mike Ragland
- Janet Carroll jako Kitty Ragland

## Spis odcinków
| N/o            | Tytuł angielski                     |
| -------------- | ----------------------------------- |
|                |                                     |
| SERIA PIERWSZA |                                     |
|                |                                     |
| 01             | Pilot                               |
|                |                                     |
| 02             | The Widow Maker                     |
|                |                                     |
| 03             | 92 Seconds to Midnight              |
|                |                                     |
| 04             | Family Business                     |
|                |                                     |
| 05             | Phoenix Rising                      |
|                |                                     |
| 06             | Ten                                 |
|                |                                     |
| 07             | Rest in Peace                       |
|                |                                     |
| 08             | Lifestyles of the Rich and Infamous |
|                |                                     |
| 09             | A Dog's Life                        |
|                |                                     |
| 10             | Dead Man Walking                    |
|                |                                     |
| 11             | The Liquidator                      |
|                |                                     |
| 12             | Frankie Stein                       |
|                |                                     |
| 13             | The 12th Victim                     |
|                |                                     |